# 법왕
법왕(法王, ? ~ 600년 5월, 재위: 599년 ~ 600년 5월)은 백제의 제29대 왕이다. 재위 기간 도중 불교를 숭상하여 사비에 미륵사를 지었고, 살생을 금지하여 사냥용 매를 놓아주고 어부들에게 그물과 고기 잡는 도구를 불태울 것을 명령했으나 경제가 무너졌다.
《삼국사기》 권27 법왕편에 따르면, 법왕은 혜왕의 아들이다. 이름은 선(宣) 또는 효순(孝順)이었다.

## 생애
《삼국사기》와 《삼국유사》에 따르면, 법왕은 혜왕의 아들이다. 한편, 김부식은 삼국사기에서 중국 사서인 《수서》의 내용도 기록하여 '법왕은 혜왕의 장자이고 혜왕이 죽자 법왕이 계승했는데, 《수서》에서는 위덕왕의 아들이라 한다'고 부기하였다. 《일본서기》에는 언급되지 않는다.
598년 9월, 위덕왕이 중국 수나라에 표문과 조공을 바치자, 고구려는 이를 문제삼아 백제의 변경을 공격하였다. 이때 효순은 백제 장군으로 고구려군을 맞아 싸웠다. 효순은 아버지 혜왕이 598년 12월 왕위에 오른 직후 고령으로 사망하자 바로 즉위하였는데, 그가 바로 법왕이다.
법왕은 불교를 숭상하여 사비에 미륵사를 짓게 하는 한편, 살생을 막으려고 백성들에게 물고기를 잡는 그물과 어업 도구들을 태워버리라고 명령하고 사냥용 매를 풀어주었다.
600년 5월 법왕이 사망하였다. 아버지인 혜왕과 법왕 부자의 재위 기간은 합쳐서 고작 1년6개월이었다. 불교를 숭상하여 시호를 법(法)으로 하였다.

## 가계
|  |  | 혜왕 惠王 |  |  |  |  |  |  |  |  |  |  |  |  |  |  |  |  |  |  |  |  |  |  |  |  |  |  |  |  |  |  |  |
|  |  |           |  |  |  |  |  |  |  |  |  |  |  |  |  |  |  |  |  |  |  |  |  |  |  |  |  |  |  |  |  |  |  |
|  |  | 법왕 法王 |  |  |  |  |  |  |  |  |  |  |  |  |  |  |  |  |  |  |  |  |  |  |  |  |  |  |  |  |  |  |  |
|  |  |           |  |  |  |  |  |  |  |  |  |  |  |  |  |  |  |  |  |  |  |  |  |  |  |  |  |  |  |  |  |  |  |
|  |  | 무왕 武王 |  |  |  |  |  |  |  |  |  |  |  |  |  |  |  |  |  |  |  |  |  |  |  |  |  |  |  |  |  |  |  |

## 법왕이 등장하는 작품
- 《서동요》(SBS, 2005년~2006년, 배우:김영호)

## 같이 보기
- 신라
  - 진평왕 (579년 - 632년)
- 고구려
  - 영양왕 (590년 - 618년)
- 왜
  - 스이코 천황 (593년~628년)
- 수
  - 문제 (581년~604년)

## 참고 문헌
- 삼국사기
- 삼국유사
- 《오주연문장전산고 (五洲衍文長箋散稿)》
- 《후주서》(後周書)
- 《풍속통 (風俗通)》
- 《만성통보 (萬姓統譜)》
- 《성보 (姓譜)》